# Q配サービス
株式会社Q配サービス（きゅうはいさーびす、Qhai Service Co.,Ltd.）は、かつて存在した日本の運送会社。運送業でありながら「トラックを持たない運送会社」として知られていた。

## 概要
貨物軽自動車運送、委託運送店の開発および育成、軽貨物自動車販売、損害保険代理業などが業務の中核であった。
現在の会社は、2007年4月に（旧）軽貨急配株式会社（後のトラステックスホールディングス→タイガー管理）の会社分割により事業会社として設立された軽貨急配株式会社を前身とする。
2007年3月末時点で約16億円の債務超過に陥っていたが、CLSA（ファンド）の支援を受け債務超過解消。
2008年3月末時点で約3億円の資産超過に改善。
創業者一族は退陣し新経営陣とファンドからの派遣役員により「ビジネスモデル」の改革が進められていたが、2008年9月末時点で再度債務超過となる。2009年3月デットエクイティスワップにより債務超過を解消。
しかし、当時の親会社であったトラステックスホールディングスが2000年10月の大阪証券取引所2部上場以前から不正会計や虚偽の決算報告書を作成していたことが判明し、さらに有価証券報告書の虚偽記載が発覚したため、大阪証券取引所は2009年2月にトラステックスホールディングスの上場廃止を決定。その後もトラステックスホールディングス自体の経営が悪化していたことから、2011年2月に、軽貨急配および軽貨急配シーエスの全株式をBy-Qホールディングスへ譲渡。
2012年1月1日、株式会社Q配サービスに社名変更。
2015年6月16日、運送業務の外部委託料に消費税増税分の上乗せをしなかったとして、公正取引委員会から、支払いなどを実施するよう勧告を受けた。
2017年4月1日付で、株式会社ロジクエストへ吸収合併された。

## 沿革
- 2007年（平成19年）4月2日 - 設立。
- 2015年（平成27年）11月1日 - 株式会社By-Q総研を吸収合併[4]。
- 2017年（平成29年）4月1日 - 株式会社ロジクエストへ吸収合併され解散。

## 関連会社
- 株式会社Q配ビジネスサポート
- 株式会社Q&Qビジネスパートナーズ
- 軽貨急配シーエス株式会社
- 軽貨ファイナンス・リース株式会社